# L'Insulte
Pour les articles homonymes, voir Insulte.
Pour le film muet de Bernard J. Durning, voir L'Insulte (film, 1921).
Pour plus de détails, voir Fiche technique et Distribution.
L'Insulte (arabe : قضية رقم 23 (Qadiya raqm), littéralement « Cas numéro 23 ») est un film dramatique réalisé par Ziad Doueiri et sorti en 2017. 
Cette coproduction française, libanaise, belge, chypriote et américaine est présentée en sélection officielle à la Mostra de Venise 2017.

## Synopsis
Dans la ville de Beyrouth, Yasser, réfugié palestinien, est chef de chantier dans une entreprise de travaux public. Tony, un Libanais chrétien sympathisant des Forces libanaises, vit avec son épouse Shirine, enceinte, dans un appartement surplombant le chantier où travaille Yasser. Ce dernier tente de réparer la gouttière de l'appartement de Tony qui s'y oppose violemment. Yasser profère alors une insulte envers Tony. Il refuse de lui présenter des excuses et, dans un moment de colère à la suite de propos racistes sur les Palestiniens proférés par Tony, frappe le Libanais et lui casse deux côtes. 
Les deux hommes se retrouvent devant un tribunal, mais le juge ne condamne pas Yasser, à la grande fureur de Tony. Ce dernier décide de faire appel. Mais une nuit, Tony va travailler dans son garage, sans tenir compte du repos qu'il doit observer en raison de ses côtes cassées. Il fait un malaise et s'effondre, sa femme Shirine essaie de le secourir, mais les efforts qu'elle fait entraînent son accouchement prématuré. La perspective de l'éventuel décès de la nouveau-née pèse sur le procès en appel. 
Wajdi Wehbe devient l'avocat de Tony, tandis que Nadine Wehbe, la fille de Wajdi, défend les intérêts de Yasser. Le procès enflamme l'opinion, en ravivant les divisions communautaires libanaises. Accusé de sionisme, Tony reçoit des menaces de mort et voit son garage tagué avec une étoile de David. 
Le président du Liban reçoit Tony et Yasser pour leur demander de se réconcilier, mais Tony refuse tant que Yasser ne lui aura pas fait des excuses. Alors qu'ils quittent le palais présidentiel et rejoignent tous deux leurs voitures, la voiture de Yasser refuse de démarrer, et Tony résout promptement le problème.  
Wajdi apprend que Tony est né à Damour à 1970, qu'il a quitté dans des circonstances dramatiques en janvier 1976 à la suite du massacre perpétré notamment par des milices palestiniennes. Il fait visionner à la Cour des images filmées de ces événements, ce qui bouleverse Tony et l'amène à quitter la salle en compagnie de son père.    
Yasser vient voir Tony à son garage, et le provoque en lui disant que les souffrances des Chrétiens du Liban ne pèsent pas lourd face aux souffrances des Palestiniens. Tony le frappe, et Yasser s'excuse. La fille de Tony et Shirine peut quitter l'hôpital.   
Les juges décident de ne pas condamner Yasser. Les deux hommes semblent prêts à se réconcilier.